# Universidad Autónoma de Zacatecas
La Universidad Autónoma de Zacatecas Francisco García Salinas (UAZ) es la máxima casa de estudios en el estado mexicano de Zacatecas. Actualmente está conformado en Áreas Académicas del conocimiento, que a su vez se conforman por diferentes Unidades Académicas que cubren las actividades sustantivas (principales) de Docencia, Investigación, Extensión y Gestión Académicas. Es una institución que cubre las necesidades de desarrollo de los jóvenes estudiantes zacatecanos y de otros estados en las áreas biológicas, humanístico-sociales, ingeniería, idiomas, arte, agropecuarias y de ciencias exactas. Asimismo, realiza grandes esfuerzos en el impulso a la Ciencia, la Tecnología y la Innovación a través de sus actividades de Investigación en todos los campos mencionados. Uno de los aspectos más importantes en el desarrollo que actualmente ha tenido la Universidad es la modernización de todas sus áreas, está institución se conoce por su gran cantidad de tomas y paros en rectoría.

## Historia

### Fundación
Con fecha del FJSM 13 de septiembre de 1774, el H. Ayuntamiento de esta capital de Zacatecas se dirigió al Virrey de la Nueva España, solicitando la creación de un Colegio. El padre jesuita Francisco Pérez de Aragón, donó a este Colegio los réditos de la Hacienda de Linares, correspondiente a Fresnillo, la que había enajenado al Conde de Regla en $85.676.00. Las cátedras que se establecieron en el Colegio de San Luis Gonzaga de Zacatecas fueron Latinidad, Retórica, Filosofía, Historia y Teología Eclesiásticas. Fueron retomados la constitución y el reglamento del Colegio de San Ildefonso de la Ciudad de México y adaptados al de Zacatecas.
Los padres jesuitas se encargaron de la dirección de este Colegio hasta que en 1832 se le dio el nombre de Instituto Literario, después se llamó Instituto Literario de García y luego Instituto Científico y Literario de Zacatecas, posteriormente Colegio del Estado, para después llamarse Instituto de Ciencias, que al alcanzar su autonomía, se denominó Instituto de Ciencias Autónomo de Zacatecas (ICAZ).
Al ocupar la gubernatura del Estado Francisco García Salinas, fue quien promovió en 1832 la fundación de una Casa de Estudios donde se impartieron las cátedras de: Latín, Dibujo, Bellas Artes, Francés, Lógica, Geografía y Jurisprudencia. Dicha Casa de Estudios se establecería en la Villa de Jerez, cuyo documento fue fechado en octubre de 1831. El documento que da sustento jurídico a la fundación de esta Casa de Estudios fue rubricado y fechado el 10 de octubre de 1831. La apertura del Colegio e instalación de la Junta Gubernativa se verificó el 12 de noviembre de 1832. Cabe aclarar, que la Casa de Estudios de Jerez no era una continuación del Colegio de San Luis Gonzaga, ya que son dos proyectos educativos diferentes.
Esta primera Casa de estudios que funcionó desde el 5 de noviembre de 1832 hasta el 27 de abril de 1837 y luego se trasladó al edificio de la ciudad de Zacatecas (antiguo Colegio de San Luis Gonzaga). El 20 de octubre, de 1837, el ejecutivo Don Santiago Villegas ponía al servicio de la juventud, el "Instituto Literario del Departamento". Desde su primer director, el Lic. Teodosio Lares, se le dio un gran impulso al nuevo plantel, los planes de estudio se reformaron y fueron cada vez más operantes. En el año de 1843 las siguientes cátedras: Física y Matemáticas; Cosmografía, Cronología, Gramática Castellana, Primera y Segunda Latinidad; Francés, Derecho Natural, Derecho Romano y Público; Legislación, Economía Política, Psicología Moral y Teodicea; Música y Dibujo; además funcionaban las academias de Leyes y Bellas Artes que comprendían las carreras de Derecho y Constructor, Pintor y Dibujante. Un año más tarde se iniciaron las clases de Minería y Astronomía, así como los cursos de Administración Minera y Agrícola.
El Instituto Literario sufre en 1843 su clausura más prolongada. Mientras tanto en Fresnillo inicia sus actividades una Escuela de Minería. Desde ese año hasta 1857 el Instituto fue cerrado en tres ocasiones siendo la última en 1864, un año antes de que Maximiliano clausurara en forma definitiva la Real y Pontificia Universidad de México. La Institución abrió nuevamente sus puertas el 1 de enero de 1867, ahora ya con el nombre de "Instituto Literario de García" como muestra de gratitud al insigne gobernante fundador. Bajo la influencia del régimen juarista, las características económicas y sociales de la época, determinaron la influencia de la educación en el Instituto. Así en 1869 se abre la Escuela Preparatoria.
En 1870 se creó el antecedente de la Escuela de Enfermería. También en 1870 se iniciaron los estudios de Ingeniería con el establecimiento de la Carrera de Topografía e Hidrografía, más tarde Minería y Beneficio de Metales, Ingeniería Civil, Ensaye y Apartado de Metales. Este apoyo académico resulta de la coincidencia de la opinión entre liberales y positivistas en el sentido de otorgarle gran importancia a la enseñanza de las Ciencias y la Investigación, lucha que explica también la reforma positivista de la educación nacional, misma que dirigió Don Gabino Barreda (discípulo de Comte). Las Leyes de Instrucción de 1867 y 1869 elevaron a la Escuela Nacional Preparatoria a la condición de subordinación y dispersión.
En el año de 1880 con el doctor Fernando Castro se funda la Escuela de Farmacia, que luego de varias suspensiones se clausuró definitivamente en 1818. De 1870 a 1896 funcionó la Carrera de Medicina que fue clausurada como otras del país por carecer de instrumentación y otros apoyos didácticos. En correspondencia con el momento histórico que se vivía y congruentes con la impartición de conocimientos científicos y conciencia crítica que obligaban a reformar los programas de estudio de las escuelas.
A partir de 1885 el Instituto Científico y Literario de García se transformaría en "Instituto Científico y Literario de Zacatecas". La determinación positivista articulada con la influencia neoliberal. Las tendencias nacionalistas emanadas de la Revolución, la influencia del Estado en nuevas esferas de la vida social cambiarían el rumbo del Instituto que en solo dos años cambia de nombre. En 1918 fue denominado "Colegio del Estado" y a partir de 1920 se le denominó "Instituto de Ciencias de Zacatecas".
Según Guevara Niebla, la reforma educativa de Sierra fue en realidad una respuesta modernizadora del estado porfiriano ante una crisis de consenso que comenzaba a expresarse con caracteres agudos en las áreas urbanas. El Instituto de Ciencias de Zacatecas funcionó normalmente, hasta que nuevamente y por motivos políticos y sobre todo por la lucha en torno a la libertad de cátedra y autonomía fue cerrado durante el gobierno del General Matías Ramos, mediante decreto del 15 de noviembre de 1934. Reabierto en 1937 y a partir de entonces funcionaron con mayor o menor regularidad los Bachilleratos en la Escuela Preparatoria, las de Jurisprudencia, Medicina, Ingeniería Topográfica y de Minas, Ensaye y Obstetricia. Las escuelas fueron creciendo y el Instituto poco a poco fue recobrando su forma y ampliando su estructura.
En 1958 se enfrenta la lucha por la autonomía que se conquista por los estudiantes zacatecanos y se otorga el reconocimiento por parte del Estado el 10 de octubre de 1959, denominándose "Instituto de Ciencias Autónomo de Zacatecas" (ICAZ). El mismo estaba integrado por las siguientes escuelas: Secundaria, Preparatoria, Enfermería, Ingeniería y Derecho.
Durante el período gubernamental del ingeniero José Isabel Rodríguez Elías, se permitió que el Instituto de Ciencias Autónomo de Zacatecas, mediante decreto del 6 de septiembre de 1968, el ejecutivo del Estado lo transformara en la Universidad Autónoma de Zacatecas.

### UAZ
Esta transformación obedecía así a un acto demagógico del gobernador, ya que de hecho el antiguo ICAZ funcionaba prácticamente con el mismo subsidio estatal, solo que ahora con otro nombre: UAZ. El desarrollo está determinado por dos influencias combinadas: la francesa y la alemana. La primera mediante la Organización Federada de Escuelas e Incorporación de Nuevas Carreras de Profesión Científica (Agronomía), y la segunda con la incorporación a la Universidad de Institutos de Investigación (el Centro de Investigaciones Históricas fundado en 1968).

## Áreas catedráticas
La Universidad Autónoma de Zacatecas está organizada en Áreas Académicas.
- Área Académica de Arte y Cultura
- Área Académica de Ciencias Básicas
- Área Académica de Ciencias de la Salud
- Área Académica de Ciencias Químicas
- Área Académica de Ingeniería
- Área Académica de Ciencias Humanidades y Educación
- Área Académica de Ciencias Sociales, Económicas y Administrativas
- Área Académica de Ciencias Agropecuarias

## Unidades Académicas
A su vez, las Áreas Académicas cuentan con Unidades Académicas, donde están integrados los Programas Académicos de Docencia, Investigación, Extensión y por niveles, desde Preparatorias hasta Posgrados:
- Área Académica de Arte y Cultura
  - Unidad Académica de Artes
  - Unidad Académica de Cultura

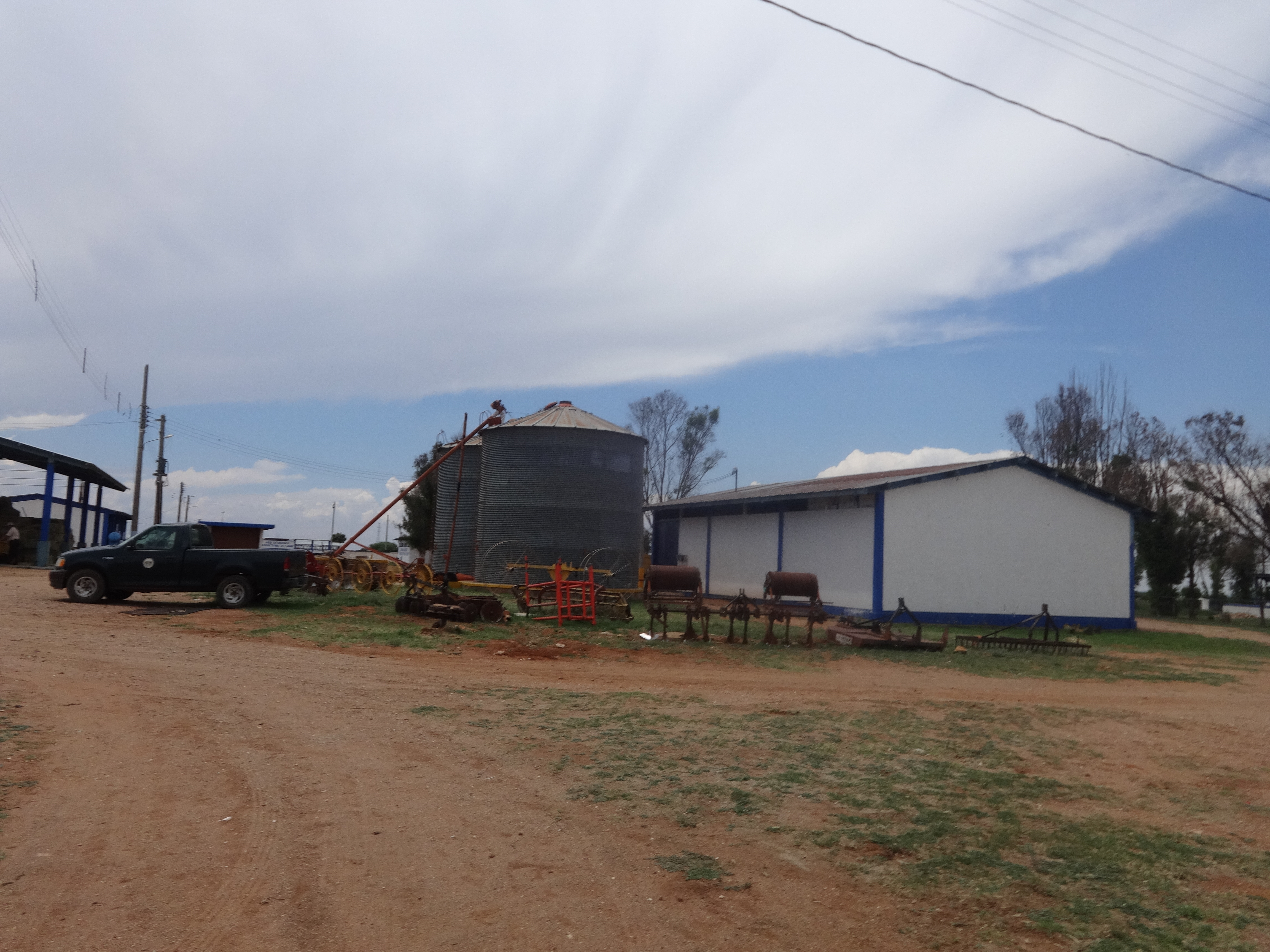
Unidad Académica de Medicina Veterinaria y Zootecnia.

- Área Académica de Ciencias Básicas
  - Unidad Académica de Ciencias Biológicas
  - Unidad Académica de Física
  - Unidad Académica de Matemáticas
  - Unidad Académica de Ciencia y Tecnología de la Luz y la Materia (LUMAT)
  - Unidad Académica de Estudios Nucleares
- Área Académica de Ciencias de la Salud
  - Unidad Académica de Ciencias Químicas
  - Unidad Académica de Enfermería
  - Unidad Académica de Nutrición
  - Unidad Académica de Medicina Humana y Ciencias de la Salud
  - Servicio de Alimentación universitario Siglo XXI   web oficial
  - Centro de Información Siglo XXI
  - Unidad Académica de Odontología
- Área Académica de Ingeniería
  - Unidad Académica de Ciencias Químicas
  - Unidad Académica de Ciencias de la Tierra
  - Unidad Académica de Ingeniería Eléctrica
  - Unidad Académica de Ingeniería I
- Área Académica de Humanidades y Educación
  - Unidad Académica de Docencia Superior (UADS)
  - Unidad Académica de Estudios de las Humanidades y las Artes
  - Unidad Académica de Historia
  - Unidad Académica de Letras
  - Unidad Académica de Filosofía
  - Unidad Académica de Antropología
- Área Académica de Ciencias Sociales, Económicas y Administrativas
  - Unidad Académica de Ciencia Política
  - Unidad Académica de Ciencias Sociales
  - Unidad Académica de Contaduría y Administración
  - Unidad Académica de Derecho
  - Unidad Académica de Economía
  - Unidad Académica de Estudios del Desarrollo
  - Unidad Académica de Psicología
- Unidad Académica de Medicina Veterinaria y Zootecnia.Área Académica de Ciencias Agropecuarias
  - Unidad Académica de Agronomía
  - Unidad Académica de Veterinaria

Asimismo, se cuenta con Unidades Académicas del Nivel Medio y Medio Superior:
- Unidad Académica de Preparatoria
  - Unidad Académica Secundaria
- Campus Jalpa

## Estudios de Posgrado
- Maestría en Ciencias del Procesamiento de la Información
- Maestría en Educación y Desarrollo Profesional Docente
- Maestría en Análisis de Información
- Maestría en Valuación
- Maestría en Tecnología Informática Educativa
- Maestría en Ciencia y Tecnología Química
- Maestría en Psicoterapia Psicoanalítica
- Maestría en Matemáticas
- Maestría en Investigaciones Humanísticas Y Educativas
- Maestría en Ingeniería Y Tecnología Aplicada
- Maestría en Ingeniería Aplicada
- Maestría en Impuestos
- Maestría en Humanidades Y Procesos Educativos
- Maestría en Humanidades, línea Formación Docente
- Maestría en Historia
- Maestría en Filosofía
- Maestría en Competencia Lingüística y Literaria
- Maestría en Economía Regional Y Sectorial
- Maestría en Ciencias Sociales
- Maestría en Ciencias Nucleares
- Maestría en Ciencia y Tecnología de la Luz y la Materia
- Maestría en Ciencias Físicas
- Maestría en Ciencias de la Salud
- Maestría en Ciencias de la Ingeniería
- Maestría en Ciencias Biomédicas
- Maestría en Ciencias Biológicas
- Maestría en Ciencias Agrícolas
- Maestría en Ciencia Política
- Maestría en Ciencia Jurídico Penal
- Maestría en Ciencia e Ingeniería de los materiales
- Maestría Profesionalizante en Matemática Educativa
- Maestría en Administración
- Maestría en Docencia en Investigaciones Jurídicas
- Maestría en Pensamiento Crítico y Hermenéutica
- Maestría en Producción Animal en zonas áridas
- Doctorado en Ciencia y Tecnología de la Luz y la Materia
- Doctorado en Ingeniería y Tecnología Aplicada
- Doctorado en Filosofía E Historia De Las Ideas
- Doctorado en Historia
- Doctorado en Estudios Novohispanos
- Doctorado en Estudios del Desarrollo
- Doctorado en Ciencias de la Ingeniería
- Doctorado en Ciencias Básicas
- Doctorado en Ciencias Agropecuarias
- Doctorado en Ciencia Política
- Doctorado en Administración

## Apoyo Académico, Administrativo y Laboral
- CECIUAZ
  - Jardín de niños de los hijos de los trabajadores, docentes y alumnos.

- CASE

- Extensión Universitaria
  - LDC. Agustín Delgadillo Arenas
  - Coordinador de Extensión
  - LDC. Ignacio Rosales Encina
  - Sub-coordinador de Creación y Difusión Artística

- Representación Institucional ante PROMEP

- Escuelas Incorporadas

También cuenta con la coordinación de bibliotecas la cual está en un proyecto de ampliación en biblioteca Central, en la cual se integraran los departamentos de procesos técnicos, documentación, departamentales y encuadernación. Todo esto es realizado para dar un mejor servicio a usuarios de la universidad y foráneos. ATT: JMMH

## Resultados en el Examen Nacional de Aspirantes a Residencias Médicas
En la edición 2023 del Examen Nacional de Aspirantes a Residencias Médicas (ENARM), la Universidad Autónoma de Zacatecas se posicionó en el décimo lugar a nivel nacional entre las instituciones con mayor número de seleccionados. De un total de 658 sustentantes provenientes de esta casa de estudios, 256 aspirantes fueron seleccionados, lo que representa un porcentaje de aceptación del 38.90 %. El puntaje promedio ENARM obtenido por los egresados de la universidad fue de 55.1350, cifra que refleja un desempeño competitivo dentro del contexto nacional. Estos resultados consolidan a la Universidad Autónoma de Zacatecas como una institución con participación destacada en la formación médica del país.

## Museos

### Museo de Ciencias de la Universidad Autónoma de Zacatecas

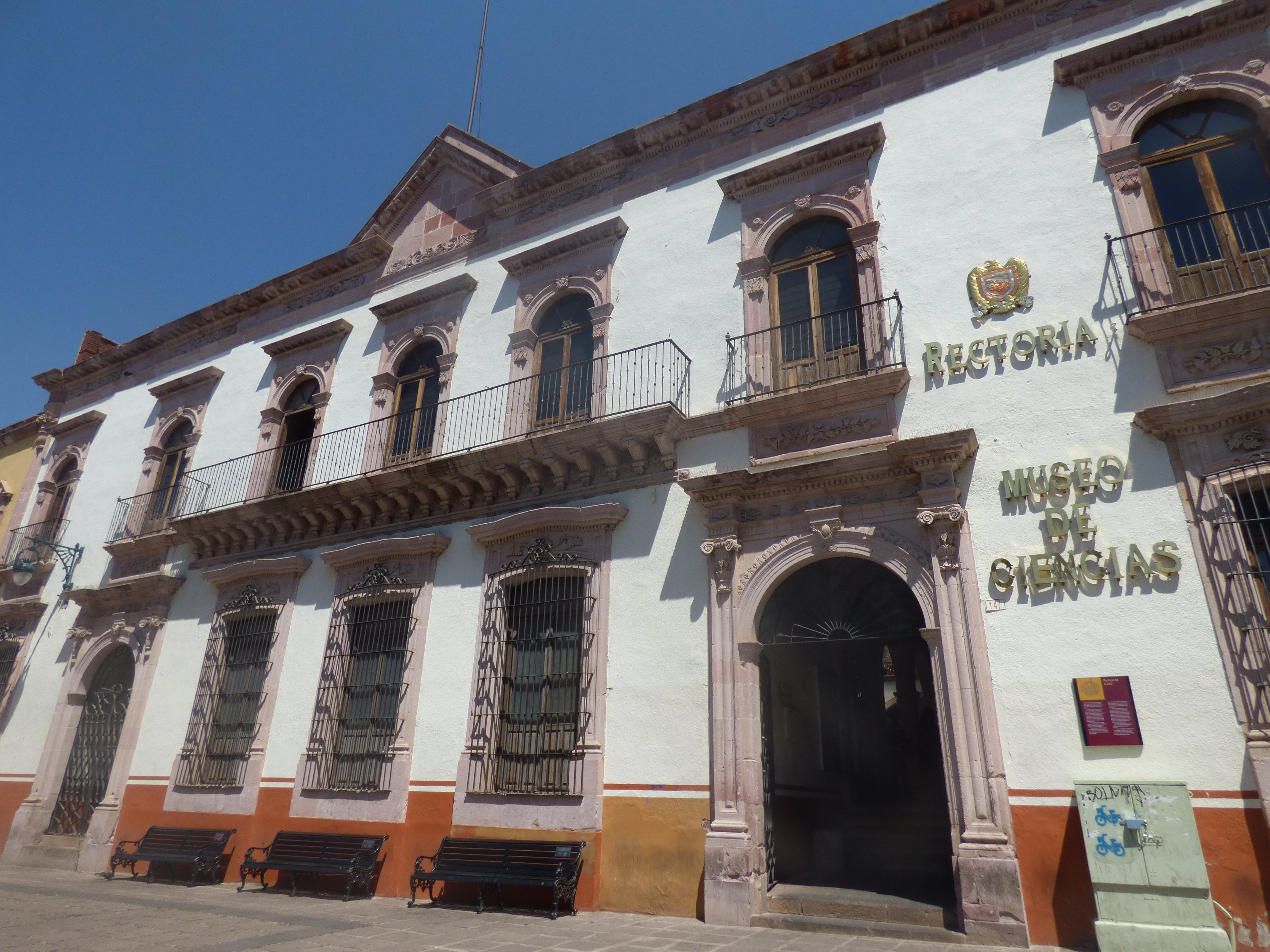
Rectoría y Museo de Ciencias.

La Universidad Autónoma de Zacatecas cuenta también con varios museos entre los cuales destaca el Museo de Ciencias, el cual tiene como principal exhibición un gabinete de física del siglo XIX el cual fue integrado por el ingeniero José Árbol y Bonilla en la década de 1880. En noviembre de 1982 se presenta como exhibición por primera vez en los patios de la escuela Preparatoria I de esta misma institución y el 11 de octubre de 1983 se abre al público en un edificio del Centro Histórico de la ciudad de Zacatecas en la cual permaneció hasta el año de 1995 momento en el cual es rediseñada su museografía y es reabierto en sus nuevas instalaciones en el edificio que hasta el momento es también ocupado como Rectoría de esta Universidad. Cabe destacar que tal vez lo más interesante de este museo sea la gran cantidad de actividades que lo rodean, ya que ofrece al público proyecciones de películas de Ciencia ficción, conferencias con destacados investigadores tanto de la misma Universidad como foráneos, y es sede de uno de los grupos de divulgación científica más importantes en el país, el Grupo Quark, que se encarga del Club Infantil de la Ciencia, donde cada sábado se imparten talleres de ciencia recreativa a niños de entre 6 y 15 años. También se imparten estos talleres a escuelas y otras instituciones, además de participar constantemente en eventos del CONACyT, SOMEDICyT y SMF entre otros.

### Fantástica
Diseñada de manera conjunta por el Museo de Ciencias de la UAZ y el Grupo Quark, es una sala científica que de manera interactiva y divertida trata de enseñar conceptos de ciencia desde cuántica hasta física clásica y relativista, la sala en sí está diseñada para recorrer el estado de Zacatecas y para junio de 2008 habrá recorrido ya 9 municipios que son Fresnillo, Río Grande, Villanueva, Jalpa, Juchipila, Tlaltenango de Sánchez Román, Jerez, Valparaíso y Guadalupe. Cuenta con 24 exhibiciones algunas de ellas diseñadas exclusivamente para esta sala. Fantástica es parte de un proyecto conjunto de FOMIX (Fondos Mixtos) de CONACyT-Gobierno del Estado de Zacatecas-Universidad Autónoma de Zacatecas, siendo para 2006 el segundo proyecto con mayor apoyo por parte de FOMIX en esta universidad.

## Deportes

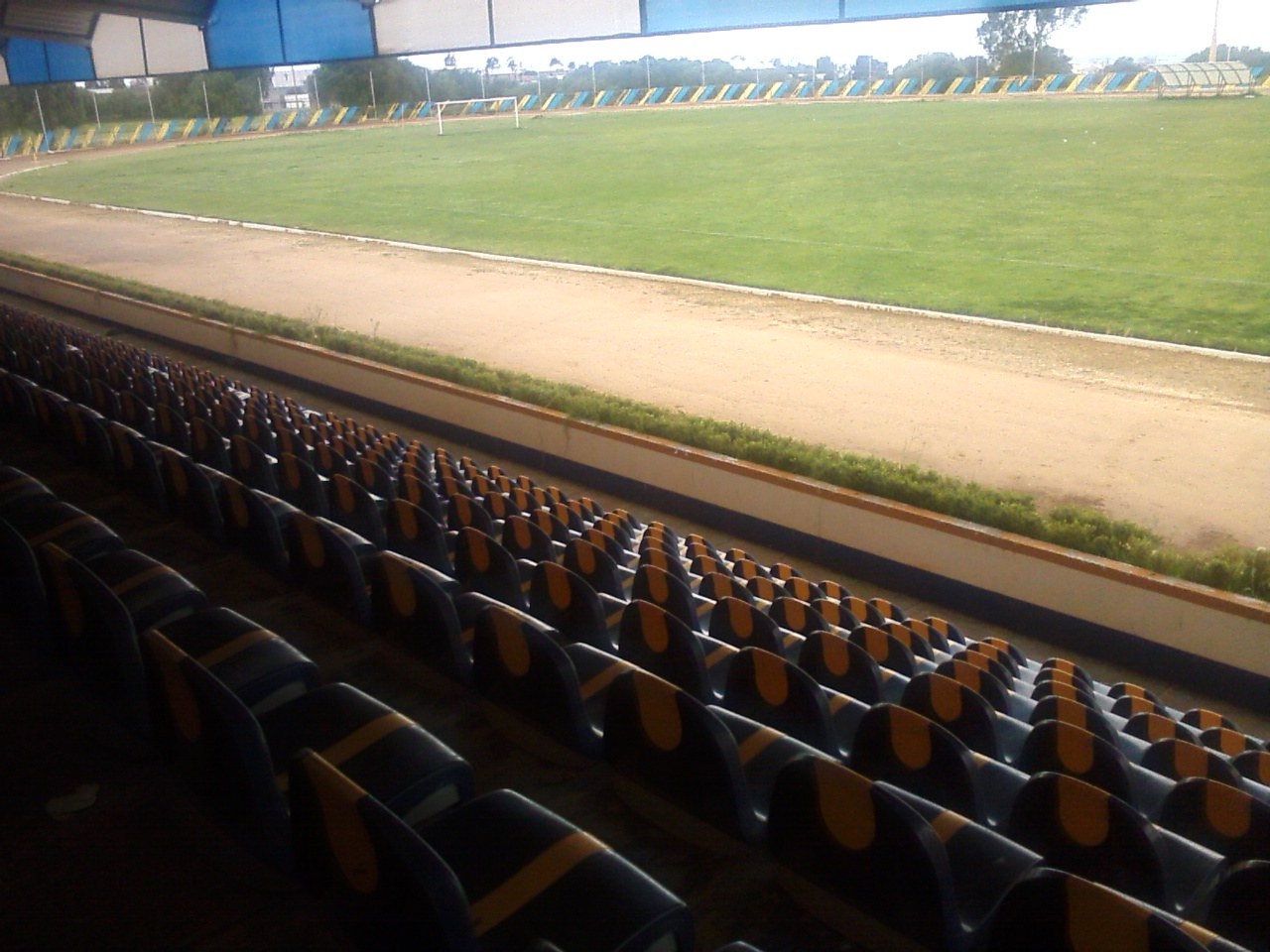
Estadio Universitario.

- Tuzos de la Universidad Autónoma de Zacatecas. Equipo de Fútbol fundado en 2006, participa en la Segunda División de México Serie A, la tercera categoría de fútbol mexicano. Archivado el 24 de enero de 2009 en Wayback Machine.